# Вальдес, Оскар (боксёр)
Оскар Вальдес (исп. Óscar Valdez; род. 22 декабря 1990, Ногалес (Сонора), Мексика) — мексиканский боксёр-профессионал, выступающий в полулёгкой и во второй полулёгкой весовых категориях. Бронзовый призёр чемпионата мира (2009), серебряный призёр панамериканских игр (2011), чемпион молодёжного чемпионата мира (2008) в любителях. Среди профессионалов действующий временный чемпион WBO (2023 - 2024) во 2-м полулёгком весе, бывший чемпион мира по версии WBC (2021—2023) во 2-м полулёгком весе, и чемпион мира по версии WBO (2016—2019) в полулёгком весе.

## Любительская карьера
Вальдес прославился победой над соотечественником Карлосом Куадрасом в полуфинале 2007 года на Национальном чемпионате, где в итоге взял золото. В отборочном турнире на Олимпийские игры он вытеснил бразильского боксёра Джеймас Перейра. В 2008 году в Пекине, однако, он встретился в первом же бою с победителем Олимпиады, монголом Бадар-Ууганом Энхбатыном.
Позже, в 2008 году он выиграл молодёжный чемпионат по боксу. Турнир проходил в Гвадалахаре в его родной стране.
В 2009 году принял участие в панамериканских играх, уступил в третьем туре бразильцу Робсону Консейсао.
В Милане в 2009 году Оскар завоевал бронзовую медаль и стал первым мексиканцем, завоевавшим медаль на первенстве мира. В полуфинальном бою проиграл украинцу Василию Ломаченко.
В 2011 году Вальдес взял серебряную медаль на панамериканских играх.

## Профессиональная карьера
3 ноября 2012 года Вальдес успешно дебютировал на профессиональном ринге в полулёгкой весовой категории.
В десятом поединке на профи-ринге, прошедшем 14 апреля 2014 года, завоевал молодёжный титул чемпиона Северной Америки по версии NABF во втором полулёгком весе (до 59 кг). В июле 2014 года завоевал аналогичный титул и в полулёгком весе (до 57,2 кг).
9 апреля 2016 года встретился с экс-чемпионом мира в полулёгком весе россиянином Евгением Градовичем. В 4-м раунде Вальдес отправил своего соперника в нокдаун. Градович поднялся, но рефери принял решение остановить поединок.

#### Чемпионский бой с Матиасом Руэдой
23 июля 2016 года встретился с аргентинцем Матиасом Руэдой в поединке за вакантный титул чемпиона мира в полулёгком весе по версии WBO. Во 2-м раунде Вальдес дважды отправил Руэду в нокдаун ударами по корпусу. После второго нокдауна рефери остановил бой. Вальдес победил техническим нокаутом и стал чемпионом мира.
5 ноября 2016 года нокаутировал в 7-м раунде японца Хирошиге Осаву.
22 апреля 2017 года победил по очкам бывшего претендента на титул чемпиона мира в полулёгком весе колумбийца Мигеля Маррьягу.
22 сентября 2017 года победил по очкам не имеющего поражений филиппинца Дженезиса Серванию.
10 марта 2018 года победил экс-чемпиона мира во 2-м легчайшем весе британца Скотта Куигга.
2 февраля 2019 года нокаутировал в 7-м раунде итальянца Кармине Томмазоне.
8 июня 2019 года победил по очкам американца Джейсона Санчеса.
21 июля 2020 года нокаутировал в 10-м раунде бывшего претендента на титул чемпиона мира в полулёгком весе пуэрториканца Джейсона Велеса.

#### Чемпионский бой с Мигелем Берчельтом
Перешел во второй полулёгкий вес (до 59 кг) в статусе обязательного претендента и 20 февраля 2021 года в Лас Вегасе сразился с мексиканским чемпионом WBC Мигелем Берчельтом. Бой полностью прошел под диктовку Вальдеса который был значительно быстрей. В 4-м и 9-м раунде чемпиону были отсчитаны нокдауны. В самом конце 10-го раунда Берчельт оказался в тяжелом нокауте от левого бокового. Вальдес стал чемпионом мира WBC во втором полулёгком весе.

#### Бой с Консейсау
10 сентября 2021 года в Тусоне (США) в главном событии вечера провел первую защиту титула WBC во втором полулёгком весе против олимпийского чемпиона (2016 года) бразильца Робсона Консейсау. Перед боем провалил допинг тест на вещество фентермин — средство похожее по своему действию на амфетамин, применяется для подавления аппетита, но бой всё же состоялся. Бразилец очень хорошо смотрелся в первой половине боя, он владел территориальным преимуществом и хорошо работал по корпусу Вальдеса. Чемпион взвинтил обороты во второй половине поняв что проигрывает, претендент под давлением начал снижать активность и "велоспедить". В 9-м раунде с претендента было снято очко за удары по затылку, в следующих двух были хорошие моменты у обоих, но 12 раунд претендент проиграл ввиду явной пассивности. Судьи выставили счет: 115—112 и 115—112 в пользу чемпиона. Третий судья выставил аномальный счет: 117—110 позже написал открытое письмо с извинениями.

#### Объединительный бой с Стивенсоном
30 апреля 2022 года в Лас-Вегасе (США) состоялся знаковый объединительный бой с чемпионом WBO, американцем Шакуром Стивенсоном. Оба чемпиона представляли интересы Top Rank Боба Арума. Мексиканский чемпион начал агрессивно работая первым номером, но Стивенсон отвечал джебом и хорошо держал дистанцию. Он был явно лучше в глазах судей и вел на картах. В 6-м раунде Вальдес оказался в нокдауне, Стивенсон красиво провалил и пробил вдогонку. Вторая половина боя так же осталась за американским чемпионом, Вальдесу в одном из моментов удалось отквитать раунд, но чемпионские трехминутки опять пошли не в его пользу где доминировал Шакур. Счёт судей составил: 117—110, 118—109 и 118—109 в пользу Стивенсона который объединил пояса.
Статистика показала что Стивенсон превзошёл Вальдеса: 189-110 по общему количеству точных ударов, в том числе 31-6 по джебам и 158-104 по силовым.

#### Реванш с Адамом Лопесом
21 мая 2023 года в MGM Grand, Лас-Вегас, США в андеркарде супербоя за все пояса Дэвин Хейни - Василий Ломаченко в со-главном событии вечера побил Адама Лопеса. Бойцы уже встречались – в 2019 году Вальдес победил досрочно (ТКО 7). Весь бой Вальдес был лучше уже хорошо ему известного оппонента, у фаворита был явно богаче арсенал и мощь в ударах. Лопес держался достойно и ему можно отдать пару раундов, но это максимум на что он наработал. Счет судей составил: 98—92, 98—91 и 97—93 в пользу Оскара.

#### Бой с Эмануэлем Наваррете
12 августа 2023 года в Глендейле (Аризона) о втором полулёгком весе (до 59 кг) встретились два мексиканца действующий и бывший обладатель титула WBO — мексиканцы Эмануэль Наваррете и претендент Оскар Вальдес. Бойцы устроили яркий бой на встречных курсах. В первых раундах чемпион выглядел лучше и больше попадал. К середине боя темп упал, но всё же бойцы продолжали обмениваться акцентированными ударами. К концовке боя у Вальдеса образовалась сильная гематома, он значительно больше пропустил и еле стоял на ногах. Судьи заслуженно отдали победу Наваретте: 116—112, 118—110 и 119—109. Компьютеризированный проект Compubox выдаст статистику, согласно которой чемпион выбросит  1038 ударов, а претендент 436. Наваррете перебил Оскара по точным попаданиям 216-140 и нанёс больше точных джебов 40-26 и силовых 176-114.

#### Бой с Лиамом Уисоном
29 марта 2024 года в Глендейле (США), в главном бою вечера вышел против бывшего претендента на титул в первом легком весе из Австралии Лиама Уилсона. На кону боя стоял вакантный временный титул WBO во втором полулёгком весе. Бойцы ожидаемо показали зрелищный бой. Австралиец поддавливал и шел вперед выбрасывая большее количество ударов, Вальдес контрил и работал по корпусу. Ближе к середине боя стало ясно что Вальдес пристрелялся и начинает забирать бой себе - он более точен и хорошо работает на опережение. В 6-м раунде Вальдес пристрелялся к сопернику, особенно проходили боковые и апперкоты, а в 7-м после точного бокового австралийца повело он пропустил внушительную серию ударов и был снят рефери. ТКО 7.

#### Реванш с Эмануэлем Наваррете
7 декабря 2024 года в Финиксе (США) прошёл вечер бокса Top Rank, главным событием которого стал реванш чемпиона мира WBO во втором полулёгком весе (до 59 кг) Эмануэля Наваррете (38-2-1, 31 КО) и Окаром Вальдесом владеющим "временным титулом". Стартовый раунд прошел с преимуществом Наваррете, ему удалось записать в актив нокдаун в конце раунда, хоть Вальдес и посчитал что удар был нанесён не по правилам. Второй так же остался за чемпионом. В третьем раунде уже Вальдес обострил действуя первым номером и сразу выравнял бой. В конце четвертого раунда Вальдес снова оказывается на полу после точного правого. В 5-й трехминутке Наваррете сменил стойку и в конце раунда потряс полуапперкотом Вальдеса так, что у него вылетела капа. Шестой раунд стал последним - Наваретте плотно попал левой в печень послав в нокаут претендента. КО 6.

## Статистика профессиональных боёв
В таблице перечислены результаты всех поединков боксёров.
В каждой строке указан результат поединка. Дополнительно номер поединка обозначен цветом, который обозначает итог поединка. Расшифровка обозначений и цветов представлена в нижеследующей таблице.
| Пример | Расшифровка                     |
| ------ | ------------------------------- |
|        | Победа                          |
|        | Ничья                           |
|        | Поражение                       |
|        | Планируемый поединок            |
|        | Поединок признан несостоявшимся |
| КО     | Нокаут                          |
| ТКО    | Технический нокаут              |
| PTS    | Решение судей (по очкам)        |
| UD     | Единогласное решение судей      |
| MD     | Решение большинства судей       |
| SD     | Раздельное решение судей        |
| RTD    | Отказ от продолжения боя        |
| DQ     | Дисквалификация                 |
| NC     | Поединок признан несостоявшимся |

| 34 поединка, 32 победы (24 нокаутом), 3 поражения. | 34 поединка, 32 победы (24 нокаутом), 3 поражения. | 34 поединка, 32 победы (24 нокаутом), 3 поражения. | 34 поединка, 32 победы (24 нокаутом), 3 поражения. | 34 поединка, 32 победы (24 нокаутом), 3 поражения.                  | 34 поединка, 32 победы (24 нокаутом), 3 поражения. | 34 поединка, 32 победы (24 нокаутом), 3 поражения. |
| Бой                                                | Рекорд                                             | Дата                                               | Соперник                                           | Место проведения                                                    | Результат                                          | Примечание |
| -------------------------------------------------- | -------------------------------------------------- | -------------------------------------------------- | -------------------------------------------------- | ------------------------------------------------------------------- | -------------------------------------------------- | --- |
| 35                                                 | 32-3                                               | 7 декабря 2024                                     | Эмануэль Наваррете (2) (38-2-1)                    | Footprint Center, Финикс, Аризона,США                               | (12)                                               | Бой за титул чемпиона мира по версии WBO (2-я защита Наваррете) во 2-м полулёгком весе. Вальдес в нокдауне в 1-м и 2-м раунде                                                     |
| 34                                                 | 32-2                                               | 29 марта 2024                                      | Лиам Уилсон (13-2)                                 | Desert Diamond Arena, Глендейл, Аризона, США                        | TKO 7 (12), 2:48                                   | Бой за титул временного чемпиона мира по версии WBO во 2-м полулёгком весе. |
| 33                                                 | 31-2                                               | 12 августа 2023                                    | Эмануэль Наваррете (37-1)                          | Desert Diamond Arena, Глендейл, Аризона, США                        | UD 12                                              | Бой за звание чемпиона мира по версии WBO (1-я защита Наваррете) в 2-м полулёгком весе.                                                                                           |
| 32                                                 | 31-1                                               | 20 мая 2023                                        | Адам Лопес (16-4)                                  | MGM Grand, Лас-Вегас, Невада, США                                   | UD 10                                              | Счёт судей: 98-92, 98-91, 97-93. |
| 31                                                 | 30-1                                               | 30 апреля 2022                                     | Шакур Стивенсон (17-0)                             | MGM Grand, Лас-Вегас, Невада, США                                   | UD 12                                              | Объединенный бой за титул чемпиона мира по версиям WBC (2-я защита Вальдеса) и WBO (1-я защита Стивенсона) во 2-м полулёгком весе.                                                |
| 31                                                 | 30-0                                               | 10 сентября 2021                                   | Робсон Консейсан (16-0)                            | Casino Del Sol, Тусон, Аризона, США                                 | UD 12                                              | Защитил титул чемпиона мира по версии WBC (1-я защита Вальдеса) во 2-м полулёгком весе. Счёт судей: 117-110, 115-112 (дважды).                                                    |
| 30                                                 | 30-0                                               | 10 сентября 2021                                   | Робсон Консейсан (16-0)                            | Casino Del Sol, Тусон, Аризона, США                                 | UD 12                                              | Защитил титул чемпиона мира по версии WBC (1-я защита Вальдеса) во 2-м полулёгком весе. Счёт судей: 117-110, 115-112 (дважды).                                                    |
| 29                                                 | 29-0                                               | 20 февраля 2021                                    | Мигель Берчельт (37-1)                             | The Bubble, MGM Grand, Лас-Вегас, Невада, США                       | KO 10 (12), 2:59                                   | Завоевал титул чемпиона мира по версии WBC (7-я защита Берчельта) во 2-м полулёгком весе.                                                                                         |
| 28                                                 | 28-0                                               | 21 июля 2020                                       | Джейсон Велес (29-6-1)                             | The Bubble, MGM Grand, Лас-Вегас, Невада, США                       | TKO 10 (10)                                        | Велес в нокдауне один раз в 5-м раунде и два раза в 10-м раунде. |
| 27                                                 | 27-0                                               | 30 ноября 2019                                     | Адам Лопес (13-1)                                  | Cosmopolitan of Las Vegas, Лас-Вегас, Невада, США                   | TKO 7 (10)                                         | Первый бой в новом — во 2-м полулёгком весе (до 58,97 кг). |
| 26                                                 | 26-0                                               | 8 июня 2019                                        | Джейсон Санчес (14-0)                              | Reno-Sparks Convention Center, Рино, Невада, США                    | UD 12                                              | Защитил титул чемпиона мира по версии WBO (6-я защита Вальдеса) в полулёгком весе. Счёт судей: 117-110 и 118-109 (дважды).                                                        |
| 25                                                 | 25-0                                               | 2 февраля 2019                                     | Кармине Томмазоне (19-0)                           | The Ford Center at The Star, Фриско, США                            | TKO 7 (12)                                         | Защитил титул чемпиона мира по версии WBO (5-я защита Вальдеса) в полулёгком весе.                                                                                                |
| 24                                                 | 24-0                                               | 10 марта 2018                                      | Скотт Куигг (34-1-2)                               | Стабхаб Сентер, Карсон (Калифорния), США                            | UD 12                                              | Защитил титул чемпиона мира по версии WBO (4-я защита Вальдеса) в полулёгком весе. Счёт судей: 118-110 и 117-111 (дважды).                                                        |
| 23                                                 | 23-0                                               | 22 сентября 2017                                   | Дженезис Сервания (29-0-0)                         | Convention Center, Тусон, Аризона, США                              | UD 12                                              | Защитил титул чемпиона по версии WBO (3-я защита Вальдеса) в полулёгком весе. Вальдес в нокдауне в 4-м раунде. Сервания в нокдауне в 5-м раунде. Счёт: 116-110, 115-111, 117-109. |
| 22                                                 | 22-0                                               | 22 апреля 2017                                     | Мигель Маррьяга (25-1-0)                           | StubHub Center, Карсон, Калифорния, США                             | UD 12                                              | Защитил титул чемпиона по версии WBO (2-я защита Вальдеса) в полулёгком весе. Маррьяга в нокдауне в 10-м раунде. Счёт судей: 119-108, 118-109, 116-111.                           |
| 21                                                 | 21-0                                               | 5 ноября 2016                                      | Хирошиге Осава (30-3-4)                            | Thomas & Mack Center, Лас-Вегас, Невада, США                        | TKO 7 (12)                                         | Защитил титул чемпиона по версии WBO (1-я защита Вальдеса) в полулёгком весе. Осава в нокдауне в 4-м раунде.                                                                      |
| 20                                                 | 20-0                                               | 23 июля 2016                                       | Матиас Руэда (26-0-0)                              | MGM Grand Garden Arena, Лас-Вегас, Невада, США                      | TKO 2 (12)                                         | Завоевал вакантный титул чемпиона мира по версии WBO в полулёгком весе. Руэда два раза в нокдауне во 2-м раунде.                                                                  |
| 19                                                 | 19-0                                               | 9 апреля 2016                                      | Евгений Градович (21-1-1)                          | MGM Grand Garden Arena, Лас-Вегас, Невада, США                      | TKO 4 (10)                                         | Завоевал вакантный титул WBO NABO в полулёгком весе. |
| 18                                                 | 18-0                                               | 12 декабря 2015                                    | Эрни Санчес (15-6-1)                               | Convention Center, Тусон, Аризона, США                              | KO 3 (10)                                          | |
| 17                                                 | 17-0                                               | 11 сентября 2015                                   | Крис Авалос (26-3-0)                               | Cosmopolitan of Las Vegas, Лас-Вегас, Невада, США                   | TKO 5 (10)                                         | Авалос в нокдауне в 3-м раунде. |
| 16                                                 | 16-0                                               | 27 июня 2015                                       | Рубен Тамайо (25-5-4)                              | StubHub Center, Карсон, Калифорния, США                             | UD 10                                              | Вальдес в нокдауне в 1-м раунде. Счёт судей: 99/90 и 98/90 (дважды). |
| 15                                                 | 15-0                                               | 11 апреля 2015                                     | Хосе Рамирес (25-5-0)                              | Laredo Energy Arena, Ларедо, Техас, США                             | KO 3 (8)                                           | |
| 14                                                 | 14-0                                               | 20 декабря 2014                                    | Хеан Хавьер Сотело (19-13-2)                       | Celebrity Theater, Финикс, Аризона, США                             | TKO 5 (8)                                          | |
| 13                                                 | 13-0                                               | 15 ноября 2014                                     | Альберто Гарса (26-8-1)                            | Alamodome, Сан-Антонио, Техас, США                                  | TKO 7 (8)                                          | Титул NABF Junior во втором полулёгком весе (2-я защита Вальдеса). |
| 12                                                 | 12-0                                               | 26 июля 2014                                       | Хуан Руис (23-14-0)                                | Celebrity Theater, Финикс, Аризона, США                             | UD 8                                               | Вакантный титул NABF Junior в полулёгком весе. Счёт судей: 80/71 (все). |
| 11                                                 | 11-0                                               | 17 мая 2014                                        | Ноэль Эчеварриа (11-2-0)                           | Forum, Инглвуд, Калифорния, США                                     | RTD 6 (8)                                          | Титул NABF Junior во втором полулёгком весе (1-я защита Вальдеса). |
| 10                                                 | 10-0                                               | 12 апреля 2014                                     | Адриан Перес (10-4-1)                              | MGM Grand, Grand Garden Arena, Лас-Вегас, Невада, США               | KO 4 (8)                                           | Вакантный титул NABF Junior во втором полулёгком весе. |
| 9                                                  | 9-0                                                | 1 марта 2014                                       | Самюэль Санчес (6-4-1)                             | Alamodome, Сан-Антонио, Техас, США                                  | TKO 3 (6)                                          | |
| 8                                                  | 8-0                                                | 21 декабря 2013                                    | Кристиан Барахас (4-4-1)                           | Casino Hipodromo Agua Caliente, Тихуана, Нижняя Калифорния, Мексика | TKO 1 (6)                                          | |
| 7                                                  | 7-0                                                | 9 ноября 2013                                      | Хесус Луле (6-6-0)                                 | American Bank Center, Корпус-Кристи, Техас, США                     | TKO 5 (6)                                          | |
| 6                                                  | 6-0                                                | 28 сентября 2013                                   | Хосе Моралес (7-4-0)                               | StubHub Center, Карсон, Калифорния, США                             | TKO 3 (6)                                          | |
| 5                                                  | 5-0                                                | 15 июня 2013                                       | Гил Гарсия (5-4-1)                                 | American Airlines Center, Даллас, Техас, США                        | TKO 2 (6)                                          | |
| 4                                                  | 4-0                                                | 11 мая 2013                                        | Рокко Эспиноса (4-6-0)                             | Uni-Trade Stadium, Ларедо, Техас, США                               | TKO 1 (6)                                          | |
| 3                                                  | 3-0                                                | 16 марта 2013                                      | Карлос Гонсалес (1-2-0)                            | Home Depot Center, Карсон, Калифорния, США                          | TKO 4 (6)                                          | |
| 2                                                  | 2-0                                                | 7 декабря 2012                                     | Корбен Пейдж (4-4-1)                               | Texas Station Casino, Лас-Вегас, Невада, США                        | TKO 2 (6)                                          | |
| 1                                                  | 1-0                                                | 3 ноября 2012                                      | Анхель Прадо (1-1-0)                               | Centro de Usos Multiples, Эрмосильо, Сонора, Мексика                | TKO 2 (6)                                          | Прадо в нокдауне во 2-м раунде. |
| Бой                                                | Рекорд                                             | Дата                                               | Соперник                                           | Место проведения                                                    | Результат                                          | Примечание |